# Asandhimitra
Asandhimitra (m. 240 a. C.), fue la esposa principal y emperatriz consorte (Agramahisi) del emperador mauria Ashoka, durante la mayor parte de su reinado. Aparentemente, Asandhimitra no le dio hijos a su marido y falleció sin descendencia. Su figura es muy ensalzada en la Gran Crónica Mahavamsa.

## Linaje
Probablemente fue princesa de un pequeño reino situado en lo que actualmente es Haryana, al norte de Delhi (India). Según el Mahavamsa, era llamada "Asandhimitra" porque sus articulaciones sólo eran visibles cuando se inclinaba o las estiraba. También era considerada una mujer de una belleza perfecta.

## Matrimonio con Ashoka
Como Asandhimitra pertenecía a una familia real, fue considerada como una posible esposa para el príncipe Ashoka. Por tanto, tras la ascensión de Ashoka al trono en el año 270 a. C., Asandhimitra se convirtió en su primera emperatriz consorte y además recibió el honorable título de Agramahisi. Como tal, se le otorgaron muchos poderes exclusivos del cargo, destacando la autoridad que tenía sobre el resto de consortes y concubinas menores del soberano. Asandhimitra ocupó el cargo de emperatriz principal durante treinta años, desde la ascensión de su esposo al trono, en el año 270 a. C, hasta su propia muerte en el año 240 a. C. Además, fue la única esposa de sangre real de Ashoka.
Cuando Ashoka ascendió al trono se esperaba que desposara a una princesa de un rango apropiado como primera emperatriz, cosa que él hizo al desposarse con Asandhimitra. Así, mientras que las esposas secundarias de Ashoka, tales como Devi y Karukavi, vivían en sus harenes de Vidisha y Kausambi respectivamente; Asandhimitra vivía junto al emperador en el palacio imperial de Pataliputra (la capital del Imperio Mauria) durante el resto de su vida.
Asandhimitra era una fiel creyente en las enseñanzas de Buda y tenía fama de ser una mujer muy piadosa. Fue la devota ayudante de Ashoka en sus grandes esfuerzos para el avance de la fe budista. Fue la consejera de confianza y fiel compañera de su marido y este la describió como su "amada" y "querida" reina. Esto se evidencia por el hecho de que Ashoka quedó profundamente afligido por su muerte.

## Muerte
Cuatro años después del fallecimiento de su consorte favorita, siendo Ashoka ya anciano, se casó con una joven disoluta llamada Tishyaraksha y la elevó al rango de principal consorte en el año 236 a. C. Parece ser que Ashoka sucumbió a la influencia y los encantos de su nueva esposa, después de haber perdido el compañerismo más maduro de Asandhimitra.